# رافاييل غوميز (لاعب غولف)
رافاييل غوميز (بالإسبانية: Rafael Gómez)‏ هو لاعب غولف أرجنتيني، ولد في 27 ديسمبر 1967 في بوينس آيرس في الأرجنتين.

## وصلات خارجية
- رافاييل غوميز على موقع رابطة لاعبي الغولف المحترفين (الإنجليزية)
- رافاييل غوميز على موقع رابطة أوروبا للاعبي الغولف المحترفين (الإنجليزية)
- رافاييل غوميز على موقع التصنيف العالمي الرسمي للغولف (الإنجليزية)